# Robert Edwin Peary
Robert Edwin Peary (ur. 6 maja 1856 w Cresson w Pensylwanii, zm. 20 lutego 1920 w Waszyngtonie) – amerykański podróżnik i odkrywca; najprawdopodobniej był pierwszą osobą, która dotarła do geograficznego bieguna północnego.

## Życiorys
Robert Peary był zawodowym żołnierzem – porucznikiem w marynarce amerykańskiej. Zanim zdecydował się zaatakować biegun północny, odbył wcześniej kilka podróży do Arktyki, w czasie których studiował zwyczaje Inuitów i nauczył się od nich wielu praktycznych umiejętności potrzebnych do życia w warunkach polarnych, takich jak budowa igloo czy powożenie psim zaprzęgiem. W swoich wyprawach polegał na ich pomocy jako myśliwych. Zapoczątkował także system wypraw z przygotowanymi wcześniej składami zapasów na drodze wyprawy i dodatkowymi ekipami pomocniczymi towarzyszącymi głównej grupie.
Peary wyruszył z Nowego Jorku na biegun wraz z 23 podróżnikami na pokładzie okrętu „Roosevelt” 6 lipca 1908 i przezimował w pobliżu przylądka Sheridan na wyspie Ellesmere’a. Wyruszył stamtąd na biegun 1 marca 1909. Ostatnia z ekip pomocniczych zawróciła 1 kwietnia z szerokości geograficznej 87°47' N. W ostatni etap podróży Peary zabrał ze sobą tylko pięć osób, byli to: Matthew Henson, Ootah, Egingwah, Seeglo oraz Ookeah. W swoim pamiętniku (w rzeczywistości pisanym dużo później, kiedy przygotowywał do druku książkę o swojej podróży), pod datą 7 kwietnia napisał „Obóz Jesup – nareszcie na biegunie! Moje marzenie i ambicja od 23 lat wreszcie spełnione.”
Za swoje osiągnięcie Peary otrzymał awans na stopień kontradmirała, a kongres amerykański podziękował mu specjalnym aktem 30 marca 1911. Peary został też uhonorowany przez wiele amerykańskich i europejskich stowarzyszeń naukowych.

## Kontrowersje

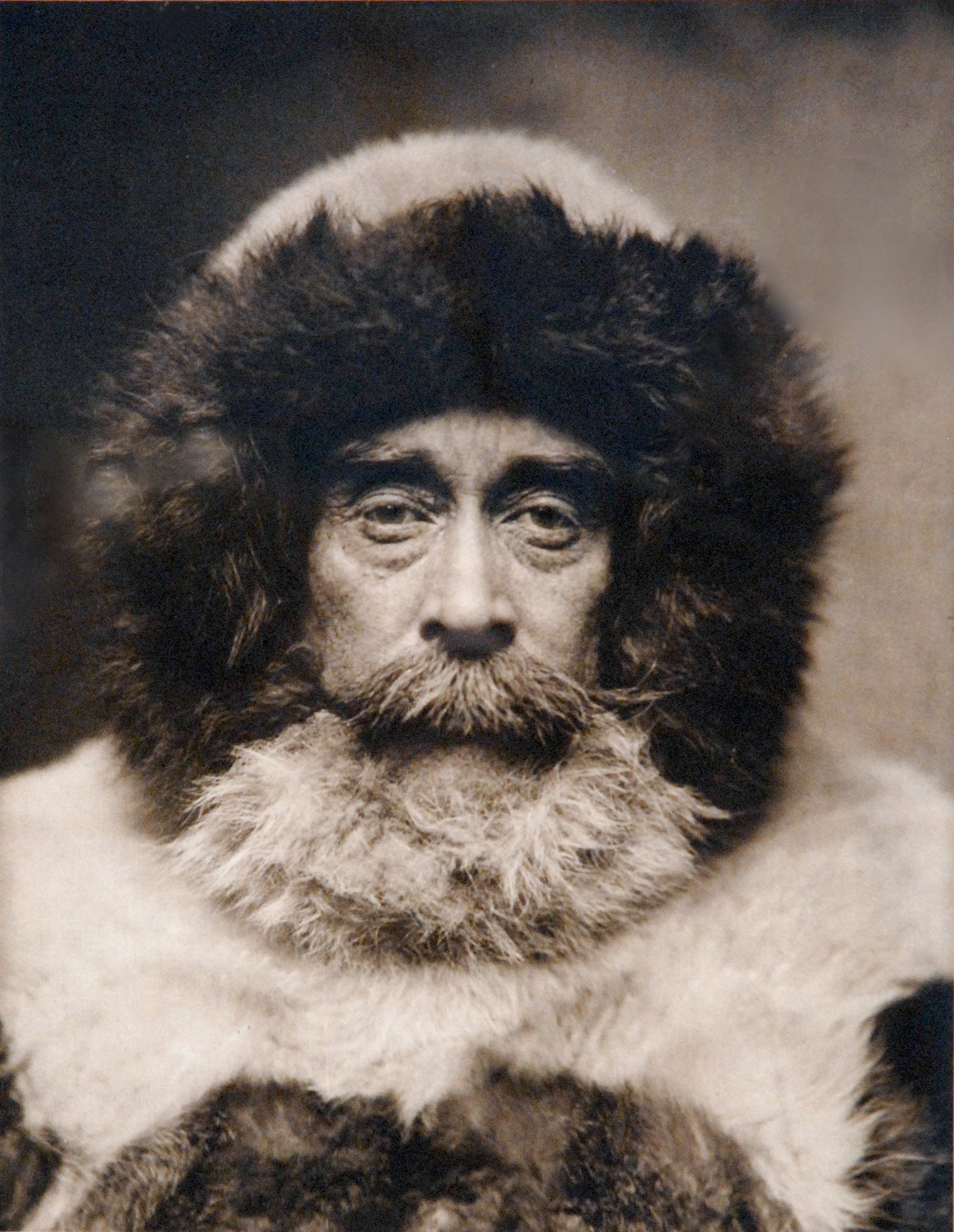
Robert Peary w roku 1909

Sukces amerykańskiego odkrywcy kwestionowano od samego początku. Tuż po powrocie z wyprawy Peary dowiedział się, że inny odkrywca, Frederick Albert Cook, także twierdził, że dotarł na biegun już w poprzednim roku – jego rzekomy sukces został szybko zakwestionowany z powodu braku jakichkolwiek dowodów i dokumentacji udowadniającej jego wyczyn. Peary był osobą bardziej wiarygodną, niemniej większość zarzutów postawionych Cookowi stawiano także Peary'emu. Kwestionowano przede wszystkim prędkość, z jaką Peary doszedł na biegun – zajęło mu to zaledwie 37 dni.
Niektórzy historycy uważają, że Peary naprawdę myślał, że dotarł na biegun (choć w rzeczywistości nigdy na nim nie stanął), inni uważali, że jest on winny umyślnego kłamstwa. W opinii jeszcze innych jakakolwiek krytyka Peary'ego była dziełem zwolenników Cooka, którzy chcieli Peary'ego w ten sposób zdyskredytować.
W 1989 roku eksperci doszli do wniosku, że dotarł on jedynie w okolice bieguna. Niektóre źródła sugerują, że Peary mógł chybić celu nawet o około 50-100 kilometrów (30-60 mil).
W 2005 roku brytyjski podróżnik Tom Avery, używając ekwipunku będącego kopią tego, który był używany przez Peary'ego i podążając dokładnie tą samą trasą co on, dotarł na biegun w ciągu 36 dni, 22 godzin i 11 minut, co jego zdaniem jednoznacznie dowodzi, że Peary był w stanie dotrzeć na biegun i zapewne na nim był. Niemniej Peary twierdził, że z powodu natrafienia na otwarte wody był zmuszony do pięciodniowego postoju w Big Lead. Co więcej, Avery powrócił drogą powietrzną, a porównanie dystansów pokonanych na ostatnich pięciu odcinkach daje rażąco odmienne wyniki: Peary 130 mil morskich, Avery 71 mil morskich.

## Literatura i film
Robert Peary jest autorem kilku książek, najbardziej znane z nich to Northward over the Great Ice (1898) i Nearest the Pole (1907).
Historię życia Peary'ego przedstawiono w 1998 w filmie produkcji USA pod tytułem Triumf odwagi, (tytuł oryginalny: Glory and Honor). Reżyseria Kevin Hooks, wykonawcy głównych ról: Delroy Lindo (Matthew Henson), Henry Czerny (Robert Peary).

## Upamiętnienie
Jego nazwisko nosi Ziemia Peary’ego.